# Eulepidotis julianata
Eulepidotis juliata là một loài bướm đêm trong họ Erebidae.